# São Miguel do Tapuio
São Miguel do Tapuio è un comune del Brasile nello Stato del Piauí, parte della mesoregione del Centro-Norte Piauiense e della microregione di Campo Maior.